# シボレー・インディV8
シボレー・インディV8（Chevrolet Indy V8）は、イルモアが設計・開発したレシプロエンジンで、2002年から2005年までインディカー・シリーズで使用された。

## スペック
- エンジン名: シボレー・V8
- V角度 (角): 90°
- 排気量: 3,000–3,500 cc (183–214 cu in)
- 馬力: 600–675 hp (447–503 kW)または700 hp (522 kW)[8]
- トルク: 約320–380 ft⋅lbf (434–515 N⋅m) @ 10,300 rpm[9]
- 最大回転数: 10,300 rpm - 10,700 rpm[10]
- 重量: 281 lb (127 kg)
- オイルシステム: ドライサンプ
- 吸気方式: 自然吸気
- カムシャフト: DOHC
- シリンダーヘッド: 4バルブ (チタン製)
- 燃料噴射/システム: シーケンシャルEFI
- 燃料: メタノール
- ブロック&ヘッド材質: アルミニウム
- クランクシャフトボア (mm/in.): 93/3.66
- クランクシャフトストローク (mm/in.): 55.1/2.17
- クランクシャフトタイプ (度): 180°
- クランクシャフト: ビレット鋼
- コンロッド: ビレット鋼
- ピストン: ビレットアルミニウム
- スロットルシステム: スロットルボディ
- 燃費: 2.5 mpg
- ギアボックス: シーケンシャルマニュアルギアボックス

### 搭載車
- ダラーラ・IR-00
- ダラーラ・IR-03
- Gフォース・GF05